# Антуан Руан
Антуан Руан (фр. Antoine Roine, нар. 16 квітня 1992) — французький футболіст, нападник клубу «Єнген Спорт».
Клубний чемпіон Океанії. 

## Клубна кар'єра
У дорослому футболі дебютував у клубі «Єнген Спорт». Відзначився єдиним голом у фінальному поєдинку Ліги чемпіонів ОФК 2019 проти «Маженти». Завдяки цьому трофею отримав право зіграти на клубному чемпіонаті світу 2019 року в Катарі. У футболці «Єнген Спорту» відзначився голом у воротах «Ас-Садд», проте в овертаймі новокаледонці все ж поступилися катарському клубу (1:3).

## Виступи за збірну
14 листопада 2018 року дебютував у складі національної збірної Нової Каледонії проти Вануату. У тому поєдинку відзначився голом, який став переможним для новокаледонцям (1:0). Через три дні відзначився голом у воротах збірної Вануату (2:2).

## Статистика виступів

### Статистика виступів за збірну
| Дата       | Місто     | Господарі | Результат | Гості          | Турнір           | Голи | Примітки |
| ---------- | --------- | --------- | --------- | -------------- | ---------------- | ---- | -------- |
| 14-11-2018 | Порт-Віла | Вануату   | 0 – 1     | Нова Каледонія | товариський матч | 1    | 88'      |
| 17-11-2018 | Порт-Віла | Вануату   | 2 – 2     | Нова Каледонія | товариський матч | 1    | 65'      |
| Усього     |           | Матчів    | 2         |                | Голів            | 2    |          |

## Досягнення
- Суперліга Нової Каледонії
  -  Чемпіон (1): 2019

- Ліга чемпіонів ОФК
  -  Чемпіон (1): 2019